# La terra delle sirene
La terra delle sirene (titolo originale: Siren Land) è una raccolta di racconti dello scrittore britannico Norman Douglas la cui prima edizione in lingua inglese è stata pubblicata nel 1911.
La raccolta contiene tredici racconti riguardanti la Penisola sorrentina e le isole vicine, un territorio divenuto residenza abituale dell'autore fin dal 1903. Gran parte dei racconti erano stati pubblicati in precedenza in opuscoli, o come articoli su riviste letterarie o come capitoli di un volume intitolato Materials for a Description of Capri che non ebbe molta fortuna. La prima traduzione italiana della Terra delle sirene fu fatta da Giuseppe Viggiani nel 1944, dopo la caduta del fascismo, ma fu pubblicata solo nel 1972.

## Storia editoriale

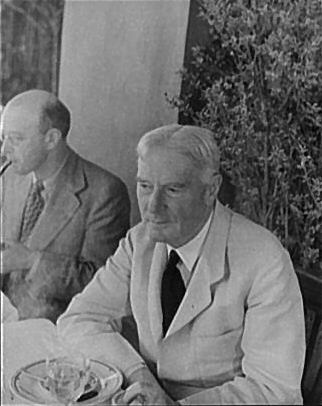
Norman Douglas (1935)

Norman Douglas, scrittore britannico nato in Austria nel 1869, dal 1898 in poi visse soprattutto in Italia, tranne durante il periodo tra il 1910 e il 1916 nel quale risiedette a Londra e fu redattore associato della rivista letteraria "The English Review". Nel 1903 Douglas si trasferì a Capri e iniziò uno studio intenso di tutti gli aspetti storici, archeologici, naturalistici e ambientali dell'isola, esposti tra il 1904 e il 1915 in numerosi opuscoli monografici, pubblicati in parte a Londra e in parte a Napoli, la cui tiratura variava dalle 100 alle 250 copie. Otto di queste monografie furono inserite in una raccolta intitolata Materials for a Description of Capri pubblicata per la prima volta forse nel 1904 ma presto finita al macero invenduta. Infine, tre monografie furono pubblicate nella rivista The English Review: "Sirens and their ancestry" e "Tiberius" apparvero rispettivamente nei numeri 2 e 3 del 1909, e "Caves of Siren Land" nel 1911.
La composizione della raccolta Siren Land avvenne fra il 1908 e il 1910: fu iniziata il 21 maggio 1908 a Nerano, una frazione di Massa Lubrense dove l'autore in quell'epoca dimorava; fu interrotta per i viaggi di Douglas in Tunisia (1908) e in Calabria (1909), e fu continuata infine a Londra nel 1910. Douglas si dedicò alla raccolta soprattutto nell'estate e nell'autunno del 1910 mostrando il suo lavoro, a mano a mano che procedeva, al suo amico John Ellingham Brooks, e spedendo i capitoli completati a Reg Smith, dirigente della casa editrice Smith, Elder & Co e direttore della rivista letteraria The Cornhill Magazine.

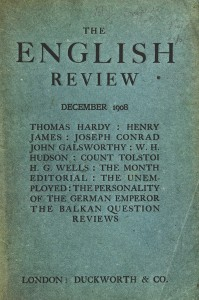
The English Review, primo numero (dicembre 1908)

A primi di gennaio 1911 la raccolta Siren Land, costituita da venti capitoli, fu inviata dapprima alla Smith, Elder & Co., che non mostrò molta sollecitudine nel rispondere. Fu quindi inviata all'editore Joseph Malaby Dent, il quale eliminò sette capitoli, perché «too remote from human interests», e la pubblicò il 6 marzo 1911; la raccolta fu pubblicata lo stesso anno anche dall'editore Edward Payson Dutton di New York. Le edizioni del 1911 di Siren Land ebbero un buon successo di critica e di vendite. L'opera fu successivamente rivista dall'autore e ristampata da Martin Secker nel 1923, nel 1927 e nel 1929 nella collana "New Adelphy Library". L'ultima edizione curata dall'autore e provvista di note fu pubblicata nel 1948 dalla Penguin Books e, in Italia, ma sempre in lingua inglese, dalla Guida Editori con una Prefazione di Alberto Moravia. La Penguin Books ha ristampato successivamente Siren Land con una introduzione di Mark Holloway, il maggior biografo di Douglas.
Nell'Italia fascista i saggi di Norman Douglas non furono tradotti in italiano. La prima traduzione italiana fu fatta nel 1944, sull'edizione della New Adelphy Library del 1929, da Giuseppe Viggiani il quale la inviò all'autore, che risiedeva allora a Capri, e Douglas la restituì con alcune correzioni e note che in seguito vennero riportate anche in una nuova edizione corretta in lingua inglese pubblicata nel 1948 e dedicata proprio a Giuseppe Viggiani. La traduzione di Giuseppe Viggiani, revisionata dal figlio Domenico, fu pubblicata solo nel 1972 dalle Edizioni Scientifiche Italiane e quindi ripubblicata da altri editori.

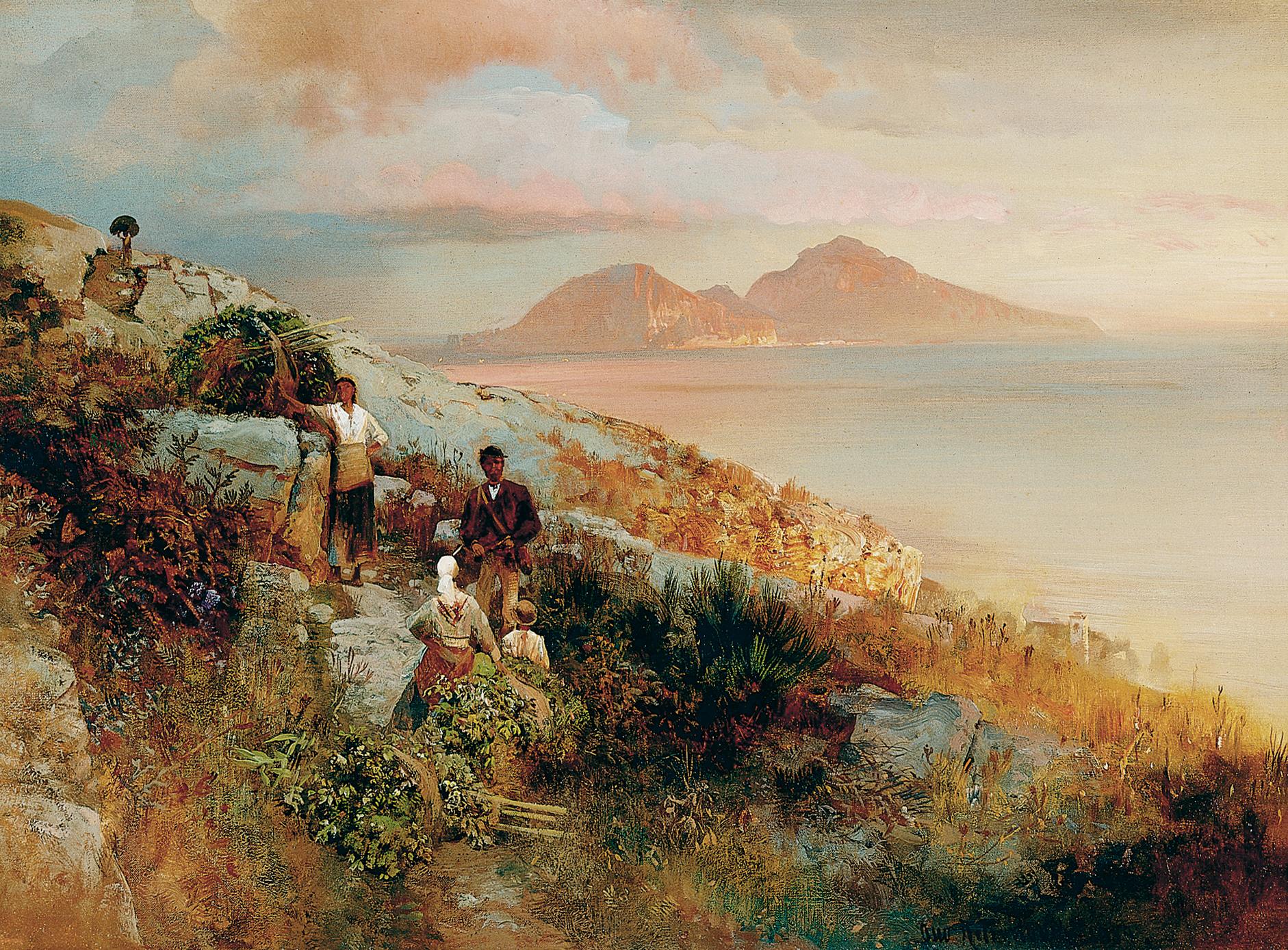
Capri dalla Penisola sorrentina (Oswald Achenbach, 1984, Von Der Heydt Museum di Wuppertal)

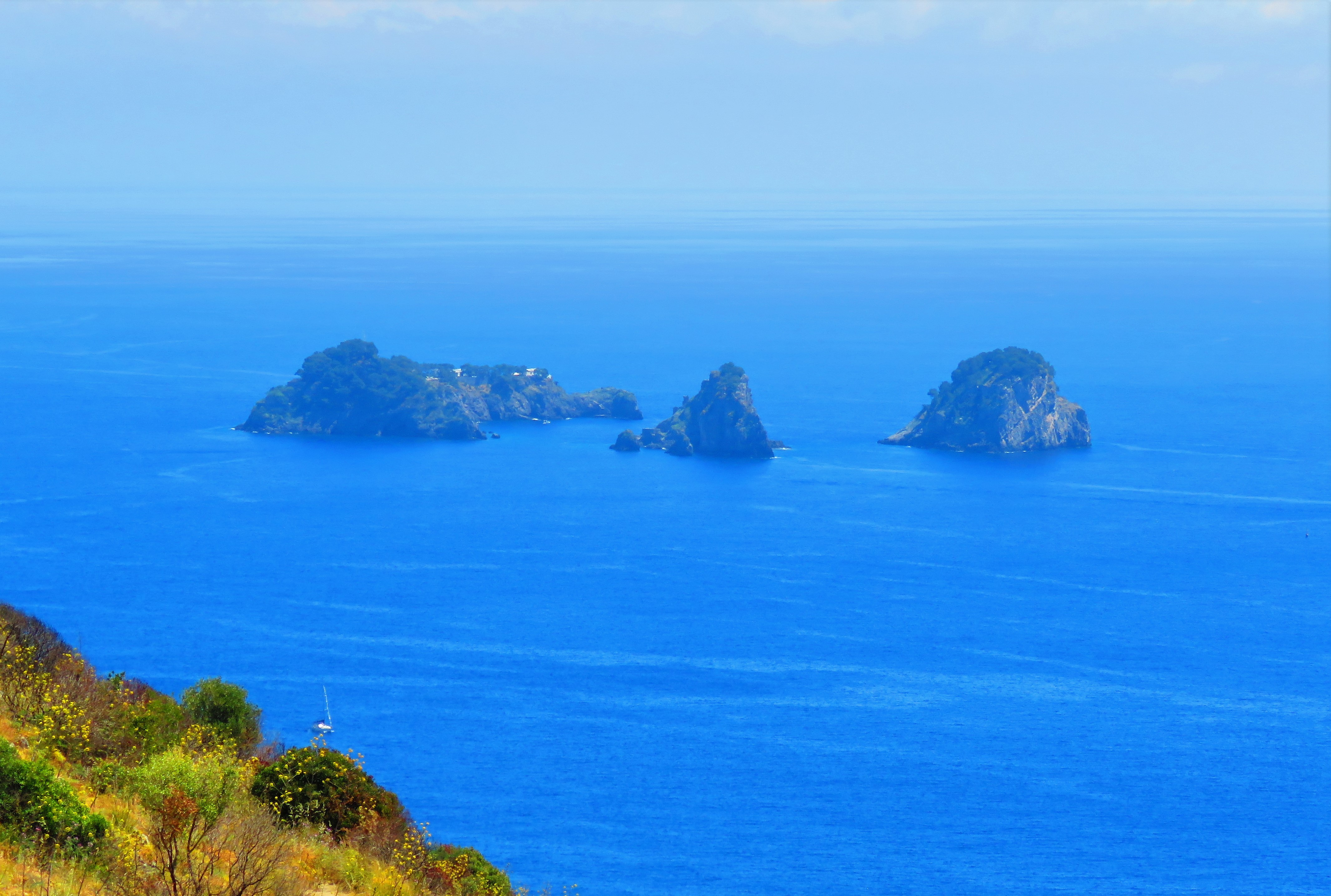
Li Galli (isole delle sirene) visti da Torca

## Contenuto
La terra delle sirene contiene i seguenti tredici capitoli:
1. Sirene e loro antenati (Sirens and their ancestry)
2. Le alture di Sorrento (Uplands of Sorrento)
3. Le isole delle Sirene (The siren islets)
4. Tiberio (Tiberius)
5. Filosofia della Grotta Azzurra (The philosophy of the Blue Grotto)
6. Lungo la costa (By the shore)
7. L'insenatura di Crapolla (The cove of Crapolla)
8. Pioggia sulle colline (Rain on the Hills)
9. La vita di suor Serafina (The life of Sister Serafina)
10. Santa Maria della Neve (Our Lady of the Snow)
11. Elogio dell'ozio (On Leisure)
12. Grotte della Terra delle Sirene (Caves of Siren Land)
13. Il promontorio di Minerva (The headland of Minerva)

La terra delle sirene si apre con una discussione sulle "Sirene e la loro discendenza". I capitoli successivi trattano del territorio circostante l'isola di Capri ("Le alture di Sorrento" e "Le isole delle Sirene"), di «quel questo mostro amante delle Sirene, Tiberio» (l'imperatore romano che si ritirò nell'isola di Capri), della scoperta della Grotta Azzurra e della fortuna in epoca romantica come una specie di culto rupestre; dei cimiteri e delle cappelle funerarie della zona, di figure della superstizione popolare (monacielli, diavoli, streghe, ecc.) e — argomento caro a Norman Douglas — del tempo libero ("Elogio dell'ozio"). "La vita di suor Serafina" è un'agiografia ironica, una forma narrativa a cui Douglas sarebbe tornato spesso nel corso della sua opera. Un acquazzone che sorprende l'autore nei pressi di Sant'Agata dà occasione di descrivere la geologia, la fauna, la flora, la società della zona, i valori e le credenze degli abitanti. Il capitolo finale ("Il promontorio di Minerva") descrive la costiera alla fine dell'estate; Douglas si rammarica di non aver potuto descrivere tutto; ma «meglio contentarsi di metà che cercare invano di prendere tutto, e chi troppo si affretta non riuscirà mai ad afferrare il genius loci della regione».

## Critica
Siren Land è, cronologicamente, il primo libro scritto da Norman Douglas, all'età di 43 anni. Come libro di viaggi contiene non soltanto notizie esaustive sulla regione di interesse (il paesaggio, la storia, la geologia, la botanica, l'archeologia, ecc.) ma anche la partecipazione e le reazioni dell'autore al territorio oggetto di studio. Il tono è discorsivo e il registro linguistico colloquiale. Alberto Moravia lo definisce un libro “preistorico”, perché ci parla di un'Italia precristiana e quasi pagana che non esiste più, la stessa che Carlo Levi avrebbe descritto nel suo Cristo si è fermato a Eboli. Per Raffaele La Capria Norman Douglas è l'unico, di tutti gli scrittori che hanno scritto su Capri, all’altezza della fama, senza traccia di snobismo e di esibizionismo. «Mai prima c’era stato un approccio così rigoroso dal punto di vista filologico e dell’analisi storica, con il background di un’erudizione così minuta e sterminata, completata da una conoscenza di tipo scientifico che comprende la fauna, la flora, la geologia, l’antropologia, l’archeologia e così via, di un luogo determinato. Perciò è difficile – per chi si appassiona all'argomento – preferire il testo tralasciando le note, che invece a mio parere devono essere messe sullo stesso piano».

## Edizioni

### In lingua originale
- (EN) Siren Land, 1ª ed., London, J.M. Dent and Sons, 1911.
- (EN) Siren Land, New York, E. P. Dutton & co., 1911.
- (EN) Siren Land, 2ª ed., London, Martin Secker, 1923.
- (EN) Siren Land, collana New Adelphi Library, 3ª ed., London, Martin Secker, 1929.
- (EN) Siren Land, 4ª ed., West Drayton, Penguin books, 1948.
- (EN) Siren Land, Preface by Alberto Moravia, Napoli, Guida, 1985.
- (EN) Siren Land, collana Penguin travel library, Introduction by Mark Holloway, Harmondsworth etc., Penguin books, 1983, ISBN 014009511X.

### In lingua italiana
- La terra delle sirene, traduzione di Giuseppe Viggiani, illustrazioni di Luigi Amirante (fotografie), Avvertenza di Domenico Viggiani, Introduzione e nota bibliografica di Giuseppe Viggiani, Napoli, Edizioni Scientifiche Italiane, 1972.
- La terra delle sirene, traduzione di Giuseppe Viggiani, Avvertenza di Domenico Viggiani; Introduzione e nota bibliografica di Giuseppe Viggiani, Milano, Leonardo, 1991.
- Domenico Viggiani (a cura di), La terra delle sirene, traduzione di Giuseppe Viggiani, introduzione di Giuseppe Viggiani; nota bibliografica di Ciro Sandomenico, Capri, La conchiglia, 2002, ISBN 88-86443-49-8.